# Hertford (Karolina Północna)
Hertford – miasto w Stanach Zjednoczonych, w stanie Karolina Północna, siedziba administracyjna hrabstwa Perquimans.